# Tabant
Tabant  (in arabo تبانت‎?) è un centro abitato e comune rurale del Marocco situato nella provincia di Azilal, regione di Béni Mellal-Khénifra. Conta una popolazione di 14 963 abitanti (censimento 2014).